# Honjō (Saitama)
Honjō (jap. 本庄市, -shi) ist eine Stadt im Norden der Präfektur Saitama. Die Waseda-Universität unterhält in der Stadt einen Campus.

## Geographie
Honjō liegt südlich von Takasaki und westlich von Fukaya.
Der Fluss Tone fließt von Nordwesten nach Nordosten durch die Stadt. Ein weiterer Fluss ist der Kanna.

## Geschichte
Honjō war eine Poststation (宿場町 Shukuba-machi) der Nakasendō während der Edo-Zeit.
Die Stadt Honjō wurde am 1. Juli 1954 gegründet.

## Verkehr
Honjō lag während der Edo-Zeit an der Nakasendō-Straße. Heute ist die Stadt über die Kan’etsu-Autobahn sowie die Nationalstraße 17 nach Tokio oder Niigata erreichbar. Durch das Zentrum von Honjō führt die Takasaki-Linie zwischen Ōmiya und Takasaki. Der Bahnhof Honjō-Waseda beim Universitätscampus wird von Hochgeschwindigkeitszügen der Jōetsu-Shinkansen und der Hokuriku-Shinkansen bedient.

## Söhne und Töchter der Stadt
- Yukiko Kada (* 1950), Gouverneurin der japanischen Präfektur Shiga
- Kōhei Uchida (* 1993), Fußballspieler
- Riku Iijima (* 1999), Fußballspieler

## Angrenzende Städte und Gemeinden
- Präfektur Saitama
  - Fukaya
  - Kamisato
  - Kamikawa
  - Minano
  - Nagatoro
  - Misato
- Präfektur Gunma
  - Isesaki
  - Tamamura

## Städtepartnerschaften
- Kazo, Japan
- Shibukawa, Japan